# Acridophagus parvissimus
Acridophagus parvissimus är en tvåvingeart som först beskrevs av Roberts 1929.  Acridophagus parvissimus ingår i släktet Acridophagus och familjen svävflugor. Inga underarter finns listade i Catalogue of Life.